# Модифорд, Томас
Сэр Томас Модифорд (англ. Sir Thomas Modyford; 1620(?)—1679) — губернатор Ямайки в 1664—1670 годы. Оказывал покровительство флибустьерам, в частности Генри Моргану.

## Биография
Родился в процветающей семье из Эксетера. Он изучал юриспруденцию, а во время гражданской войны в Англии воевал в королевских войсках. В 1647 году он прибыл на Барбадос, купил там большую плантацию и со временем превратился в лидера роялистской фракции. В 1651 году Оливер Кромвель, одержав победу в Англии, послал экспедицию для покорения Барбадоса. Модифорд поначалу оказывал сопротивление, однако затем переметнулся на другую сторону, что обеспечило войскам Кромвеля победу на острове.
Модифорд приходился родственником Джорджу Монку, герцогу Альбемарлю, вернувшему в 1660 году престол Карлу II. Именно Альбемарлю плантатор-роялист обязан своим назначением на пост губернатора Ямайки в феврале 1664 года. Герцог обеспечивал Модифорду прикрытие в Лондоне вплоть до своей смерти в 1670 году. После смерти герцога, в 1672 году был арестован и отправлен в Англию. Проведя 2 года в Тауэре, вернулся на Ямайку в качестве главного судьи.